# Campo de concentración de Gusen I

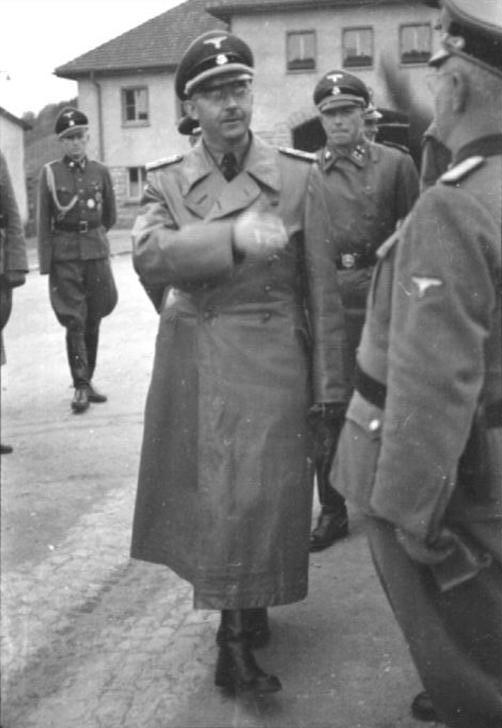
Heinrich Himmler con el comandante de Mauthausen Franz Ziereis en el "Campo gemelo Gusen"

El Campo de Concentración de Gusen I en Mauthausen, situado al este de Linz, en la región de Alta Austria, fue el segundo campo de concentración (tras Mauthausen) que establecieron los nazis el lo que acabaría siendo el complejo concentracionario Mauthausen-Gusen.
Los campos Gusen I, Gusen II y Gusen III  juntos tuvieron una tasa de mortalidad registrada más alta que el campo principal Mauthausen. Estaban además muy superpoblados, llegando en algunos momentos a tener asignados el doble de prisioneros que el propio “campo principal”.

## Introducción

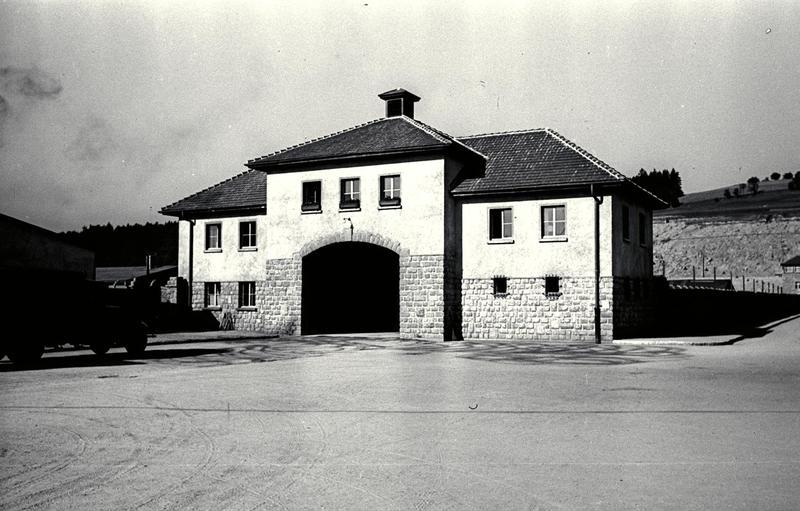
"Jourhaus" - El edificio de entrada a KL Gusen I, c.1941

La orden de establecer el campo de concentración de Gusen I (originalmente “Mauthausen II”) la dio la Oficina principal de presupuestos y construcción el 22 de diciembre de 1939 con la intención de “reforzar el campo de concentración de Mauthausen”. Parte de este “nuevo campo” era propiedad de la empresa DEST desde mayo de 1938 y en esos terrenos estaban las canteras de “Gusen” y “Kastenhof". Los primeros barracones los levantaron prisioneros que además de trabajar eran obligados a ir diariamente desde Mauthausen-Wienergraben a Gusen y regresar una vez acabado el turno de trabajo. También durante los primeros años los prisioneros de KL Mauthausen iban diariamente a trabajar a las diversas canteras de Gusen.

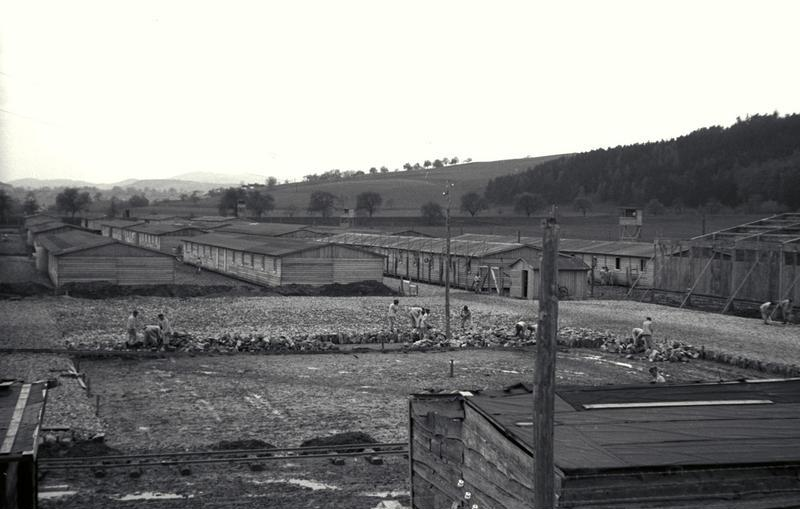
Prisioneros durante la construcción de KL Gusen I, 1940

El funcionamiento a pleno rendimiento de este eufemísticamente llamado "campo de detención" (conocido también como “Polenlager”, “Campo de los polacos”) comenzó a principios de 1940 cuando se internó en Gusen a miles de intelectuales polacos a raíz de la “Campaña polaca” de la Wehrmacht bajo el principio del “exterminio mediante el trabajo”. Los primeros prisioneros son registrados oficialmente en este campo para el 25 de mayo de 1940, momento en el que aparece la estructura bicéfala del doble campo KZ-Mauthausen/Gusen. Así, en los registros aparecen entradas de prisioneros en “Instalaciones KL Mauthausen / Gusen”, “KLM/Gusen”, “KL Gusen” o, a partir de 1944 “KL Gusen I”, debido a la construcción de dos campos de concentración más en el entorno más inmediato. El hecho es que Gusen estuvo separado administrativamente de Mauthausen en muchos aspectos hasta 1944. En KL Gusen asignaban números de matrícula propios y mantenían también su propio “”Libro de los muertos””. Tanto el reparto de correo como la conexión de la red ferroviaria con el campo se hacía desde la vecina localidad de St. Georgen / Gusen.

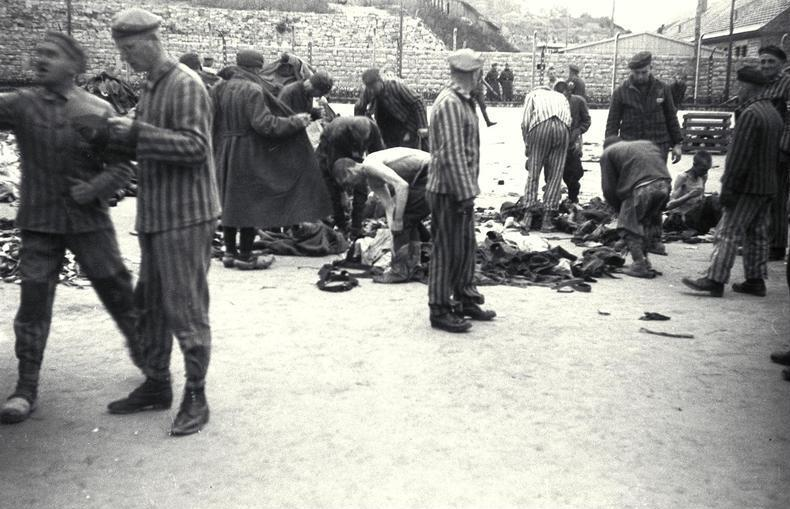
Reparto de uniformes entre los recién llegados en la Appellplatz de Gusen

Para asegurarse de que el “exterminio mediante el trabajo” funcionara a su gusto los SS colocaron en el núcleo de la fuerza de trabajo de KL Gusen I a un grupo de prisioneros compuesto principalmente por “criminales profesionales” provenientes de una prisión alemana. Los primeros transportes de polacos destinados a ser eliminados llegaron en mayo y junio de 1940 desde los campos de Dachau, Sachsenhausen y Buchenwald. El trabajo extenuante en las dos canteras, las condiciones primitivas de las instalaciones y la brutalidad que practicaron los criminales profesionales alemanes situados en lo alto de la recién instaurada jerarquía carcelaria de este “nuevo KL” hicieron que Gusen se convirtiera rápidamente en un campo de “Clase III”, lo que significaba que la Gestapo enviaba allí a prisioneros catalogados bajo “retorno no deseado”.

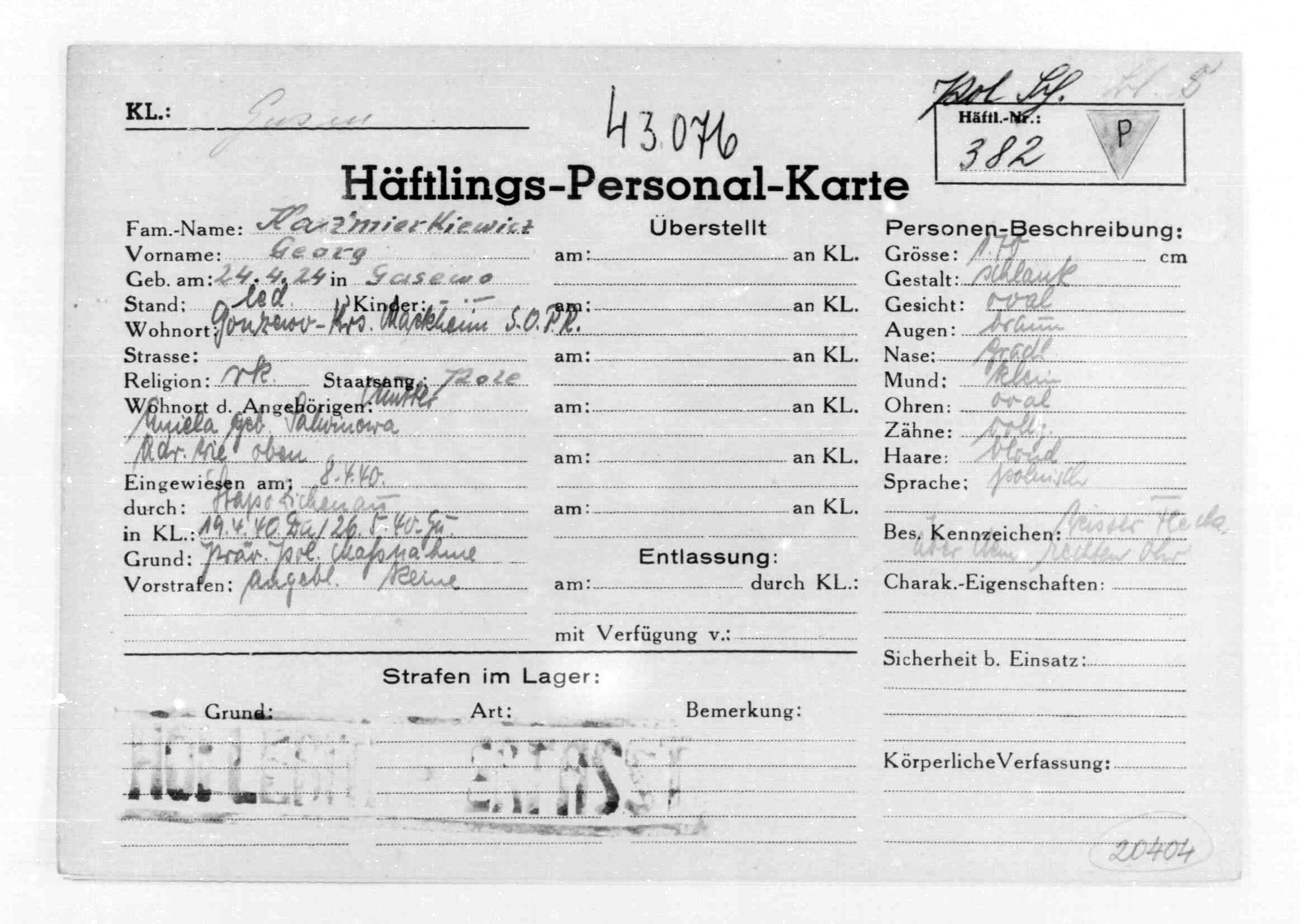
Tarjeta de identificación del prisionero n.º 382 Jerzy Kaźmirkiewicz

Tras el exterminio de miles de polacos en 1941 llegó el turno de sufrir el “exterminio mediante el trabajo” a varios miles de republicanos españoles. A finales de 1941 les siguieron miles y miles de prisioneros de guerra soviéticos que, tras ser recluidos en el llamado “Campo de prisioneros de guerra de las Waffen-SS”, en los pocos meses que transcurrieron hasta el principio de 1942 habían sido drásticamente reducidos en número debido al trabajo durísimo, el hambre y la brutalidad. A partir de 1943 fueron llegando a KL Gusen para ser exterminados prisioneros de la categoría Noche y niebla desde países de la Europa Occidental como Francia, Bélgica y Luxemburgo. A partir de 1944 llegaron grandes grupos de italianos y judíos húngaros tanto a Gusen I como en el recién creado KZ Gusen II.

## Características especiales

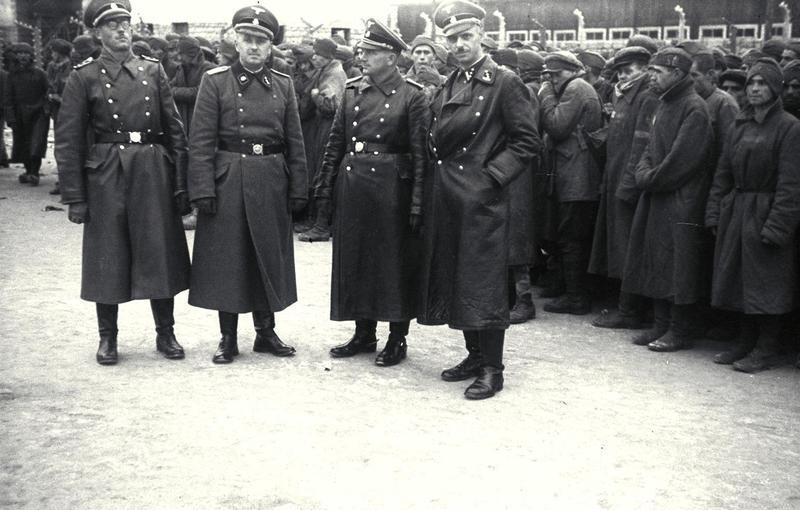
Los comandantes de KZ Gusen I posan ante prisioneros de guerra soviéticos recién llegados en la Appelplatz, octubre de 1941

- Gran independencia respecto a Mauthausen
  - Sistema de numeración de prisioneros independiente
  - “Libro de los muertos” propio
- Programas estratégicos de la WVHA
  - Centro de formación de cantería para prisioneros (incluyendo entre estos a 300 prisioneros soviéticos de edades comprendidas entre los 12 y los 16 años)
  - Construcción de instalaciones subterráneas (nombre en clave “Kellerbau”)
- Instituciones de investigación
  - Creación de un museo arqueológico (1941-1944)
  - Museo del departamento de patología (1941-1945)
    - Experimentos médicos por encargo del Instituto de higiene de las Waffen SS de Berlín
    - Preparación de muestras y artefactos provenientes de órganos humanos

- Métodos de ejecución en masa

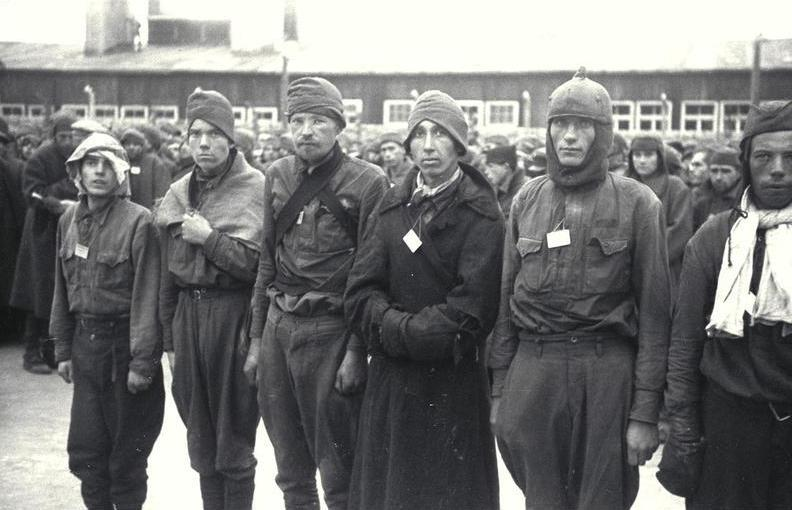
Prisioneros de guerra soviéticos en Gusen (al fondo se puede ver el muro del campo y la cocina de los SS)

  - “Totbadeaktionen” (1941-1942). En una zona con duchas a tal efecto se bañaba a los prisioneros hasta que morían debido a los malos tratos, por exposición a los elementos o ahogados en el agua que cubría el suelo.
  - Gaseado de prisioneros en vehículos preparados especialmente para ello que circulaban entre KL Gusen y Mauthausen (1942)
  - Gaseado de prisioneros en el edificio de la prisión del campo (1942, 1945)
  - Transporte de prisioneros para ser gaseados en el Hartheim (1942, 1943, 1944)
  - Hambre
  - Inyecciones intracardíacas (1940-1945)
  - Ahogamientos en baldes, barriles y pozos negros
- Coro del campo y orquesta de prisioneros
- Abusos sexuales sobre otros prisioneros por parte de prisioneros-funcionarios
- Eliminación planificada de todos los prisioneros al terminar la guerra
- Linchamiento de supervivientes tras la liberación

## Elementos funcionales

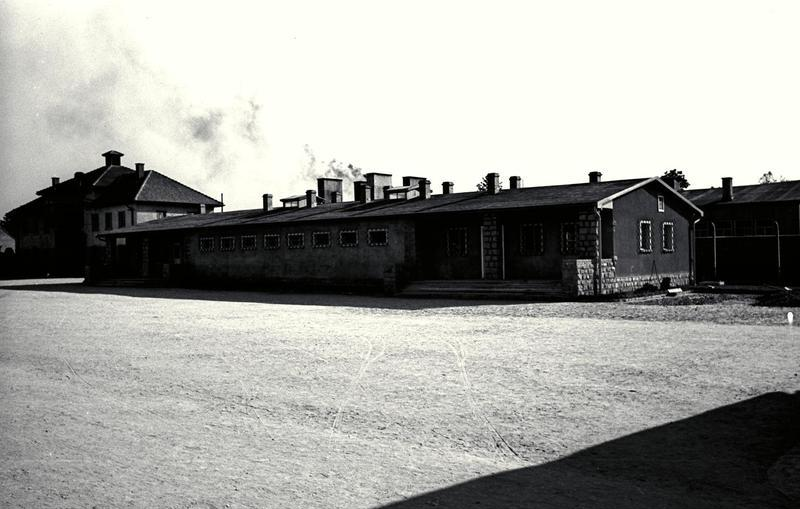
Burdel del campo, hoy día una residencia particular. La Jourhaus, que se ve al fondo a la izquierda, recibe idéntico uso.

- Campo de custodia protectiva (360 x 150 m)
  - Muro con valla electrificada y seis torres de vigilancia, todo en granito (1940-1942)
  - Jourhaus (1942), ( El nombre proviene de "Jourdienst" = 'servicio diario' y "Haus" = 'casa' (“Jour” en francés es ‘día’).[1])
  - Appellplatz (1940)
  - 32 barracones de prisioneros (1940) y más tarde barracones A, B, C y D (1944-1945)
  - Campo de trabajo para prisioneros de guerra de las Waffen-SS (1941-1943)
  - Cocina para los prisioneros
  - Desinfección
  - Burdel para prisioneros (1942)
  - Baños para prisioneros (1941)
  - Hospital para prisioneros (1940)
  - Horno crematorio de mufla (1940-1941)
  - Museo del departamento de Patología
  - Museo arqueológico
  - Instalaciones para el tratamiento de aguas residuales

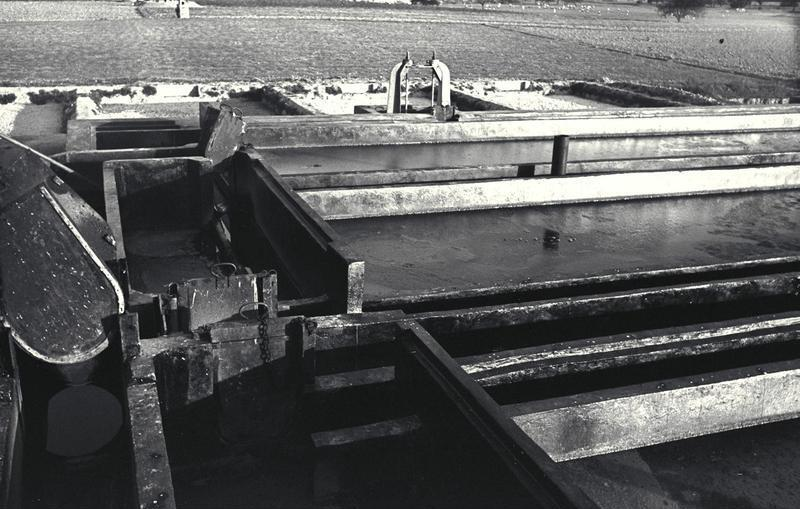
Vista de la planta de tratamiento de aguas residuales del KL Gusen I

- Instalaciones administrativas de las SS
  - Almacén de propiedades de los prisioneros
  - Talleres de carpintería y sastrería
  - Cría de conejos de Angora
  - Recolección de patatas
  - Granja Schmidtberger (conocida como "Kastenhofer")
  - Oficina de construcción
  - Oficina postal
- “Politische Abteilung” (Oficina política). Una extensión de la oficina de la Gestapo en Linz

- Dependencias SS (1939-1940)
  - Cuerpo de guardia

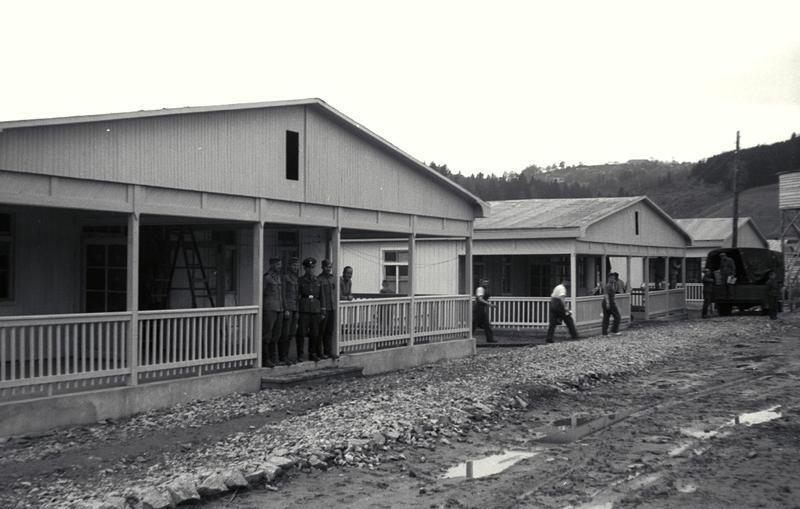
Vista parcial de las dependencias de las SS en Gusen a principios de 1940

  - Cinco edificios de alojamientos (1939-1940)
  - Cocina para los SS
  - Enfermería para los SS
  - Alojamientos para oficiales y suboficiales de las SS
  - Baños para los SS con cantina y bolera
  - Burdel para los SS
- Oficina operativa de DEST
  - Oficina operativa
  - Cantera Gusen (1938)
    - Grúa para la construcción
    - Barracón para cantería
    - Forja
    - Ferrocarril de vía estrecha

  - Cantera Kastenhof 
    - Grúa
    - Trituradora de piedras (1942-1943)
    - Barracón de cantería
    - Sala de aprendices
    - Cámara para explosivos
    - Ferrocarril de vía estrecha

  - Cantera Pierbauer (1941)
    - Ferrocarril de vía estrecha

  - 9,000 m  2  de talleres en colaboración con Steyr Daimler Puch AG (1943)
  - 9,000 m  2  de talleres en colaboración con Messerschmitt GmbH Regensburg (1944)
  - 11,000 m  2  instalaciones industriales subterráneas “Kellerbau I-III" para Steyr-Daimler-Puch AG y Messerschmitt GmbH Regensburg (1944-1945)
  - Ramal ferroviario hasta la estación de St. Georgen / Gusen (1941-1943)
  - Cocheras para locomotoras
  - Ferrocarril del Danubio (90 cm de ancho de vía) dedicado a la explotación de las canteras Wienergraben y Donaulände en Mauthausen
  - Barracones “dedicados al proyecto "Danubehafen” (“Puerto del Danubio”) (1942-1943).-

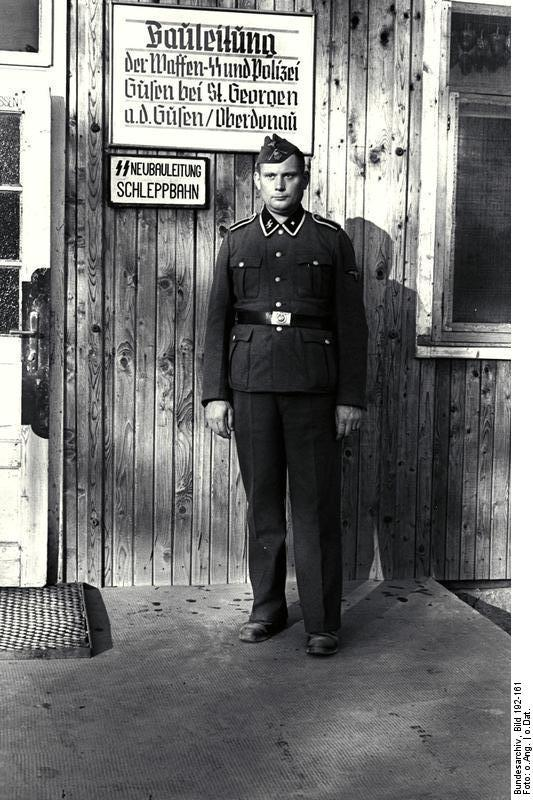
Fachada de la oficina administrativa de construcciones de las Waffen-SS y la policía en Gusen

## Comandos donde trabajaban los prisioneros
- Para Deutsche Erd- und Steinwerke GmbH (DEST, SS-Betrieb):
  - Comando de las canteras de Gusen, Kanstenhof y Pierbauer (1940-1945): 2800 prisioneros
  - Comando de fabricación de ladrillos. Lungitz
  - Comando de armamento. Viena (1943): 300 prisioneros
  - Comando de armamento. Messerschmitt (BA II) (1943-1945): 6000 prisioneros
  - Comando de armamento. Steyr-Daimler-Puch AG (Georgenmühle) (1942-1945): 6500 prisioneros
  - Comando de alojamientos. St. Georgen (1940-1942). Unos 300 prisioneros.
  - Comando “Gusenregulierung” (1941). Unos 150 prisioneros.
  - Comando de carreteras
  - Comando de construcción de caminos
- ’’Para la oficina de gestión de construcciones de las Waffen SS y la policía alemana en St. Georgen an der Gusen:
  - Comando de construcción
  - Comando de drenaje
  - Comando de maderería
  - Comando de construcción (1941-1943)
  - Comando del puerto del Danubio (1942-1943)
- Para la jefatura de las SS del campo:
  - Jefatura del campo (1940-1945). Unos 400 prisioneros
  - Comando de los barracones (1940-1944). Unos 100 prisioneros
  - Comando de almacenamiento de patatas
  - Comando de las letrinas
- Otros clientes:
  - Comando de munición sin estallar (1944-1945)

## Personal clave
- Personal de comandancia (Entre 80 y 100 SS)
  - Schutzhaftlagerführer I:
    - SS-Hstuf (R) Karl Chmielewski (1940-1942)
    - SS-Hstuf (R) Fritz Seidler (octubre de 1942-1945)

  - Schutzhaftlagerführer II:
    - SS-Ostuf Michael Redwitz (entre 1941 y marzo de 1942)
    - SS-Ostuf Walter Ernstberger (abril de 1942 a octubre de 1942)
    - SS-Ostuf Johann Beck (de 1942 a junio de 1944)

  - Rapportführer:
    - SS-HScha Anton Streitwieser, SS-Oscha Kurt Isenberg (1940)
    - SS-OScha Rudolf Brust, SS-Scha Kurt Gangstätter, SS-Oscha Knogl, SS-HScha Kurt Kirchner (1941-1942)
    - SS-OScha Franz Priesterberger, SS-UScha Rennlein, SS-UScha Jörgl, SS-UScha Damaschke
    - SS-OScha Michael Killermann (1943-1945)

  - Arbeitsdienstführer/Arbeitseinsatzführer:
    - SS-Scha Kurt Gangstätter, SS-HScha Kurt Kirchner, SS-Oscha Kotzur, SS-UScha Damaschke, SS-OScha Michael Killermann (1940-1941)
    - SS-OScha Kluge, SS-OScha Alfons Gross (1941-1942)
    - SS-Stscha Ludwig Füssl (1943-1945)
- Cuerpo de guardia (13 compañías con un total de 3029 SS)
  - SS-Hstuf Markus Habben (hasta 1942)
  - SS-Stbf Alois Obermeier (1943-1945)
- Prisioneros-funcionarios
  - Lagerälteste:
    - Hans Kammerer (1940 hasta enero de 1941)
    - Helmut Becker (desde enero de 1941 hasta mayo de 1941)
    - Karl Rohrbacher (desde mayo de 1941 hasta diciembre de 1944)
    - Heinz Heil (desde diciembre de 1944 hasta marzo de 1945)
    - Martin Gerken (desde abril a mayo de 1945)

  - Lagerschreiber I (Administración):
    - Rudolf Meixner (desde mayo de 1940 hasta febrero de 1942)
    - Adolf Jahnke (desde febrero de 1942 hasta mayo de 1945)

  - Lagerschreiber II (Organización del trabajo):
    - Erick Timm (hasta marzo de 1945)
    - Heinrich Lutterbach (abril y mayo de 1945)

## Publicaciones
- Rudolf A. Haunschmied, Jan-Ruth Mills, Siegi Witzany-Durda: St. Georgen-Gusen-Mauthausen - Concentration Camp Mauthausen Reconsidered. BoD, Norderstedt 2008, ISBN 978-3-8334-7440-8
- Silvia Rief: Rüstungsproduktion und Zwangsarbeit: Die Steyrer-Werke und das KZ Gusen. In: Der Nationalsozialismus und seine Folgen, Band 2. Studienverlag, Innsbruck 2005, ISBN 3-7065-1530-X

## Enlaces
- - Sitio web oficial del Memorial del KZ Gusen (En inglés y alemán)